# K.u.k. Luftfahrtruppen
La k.u.k. Luftfahrtruppen, per esteso kaiserliche und königliche Luftfahrtruppen, tradotto in italiano Aviazione imperiale e regia o imperiali e regie Aviotruppe, fu la forza aerea dell'Impero austro-ungarico fino alla dissoluzione dello stesso nel 1919.
Si trovò a battersi sia sul fronte orientale, sia sul fronte italiano durante la prima guerra mondiale. A dispetto dell'inferiore numero di aerei e dell'inferiore tecnologia rispetto alle controparti europee, combatté con tenacia e coraggio durante la grande guerra.

## La nascita con il colonnello Emil Uzelac
Il servizio aereo venne fondato nel 1893 sotto la denominazione di Militär-Aeronautische Anstalt come un corpo militare dotato di mongolfiere, ma sarebbe stato più tardi riorganizzato nel 1912 sotto il comando del colonnello Emil Uzelac, un ufficiale-ingegnere dell'esercito. Il servizio aereo sarebbe rimasto sotto il suo comando fino alla fine del 1918. I primi ufficiali piloti erano privati, infatti non si dava priorità all'addestramento di aviatori militari.

## Prima guerra mondiale

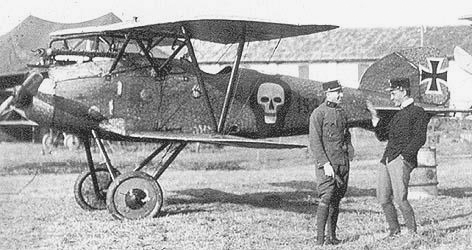
L'asso Godwin Brumowski, a sinistra nella foto, accanto al suo Albatros (Oef) D.III Typ 153 costruito su licenza dalla Oeffag da lui utilizzato con la FliK 41J. Accanto a lui l'altro asso Frank Linke-Crawford. Aeroporto (ora scomparso) di Torresella, vicino a Fossalta di Portogruaro, fronte italiano.

Allo scoppio della prima guerra mondiale nel 1914 il servizio aereo chiamato k.u.k. Luftschifferabteilung (imperial regia Sezione aeronautica) si trovava in fase di costituzione ed era composto da 10 palloni da osservazione, 85 piloti e 39 aeroplani. Anche se tutte le potenze erano mal preparate ad una guerra aerea, l'Austria-Ungheria fu una delle parti più svantaggiate. Ciò era dovuto soprattutto alle tradizioni militari austro-ungariche e alla leadership politica combinate con il relativo basso grado di industrializzazione del paese. Era chiaro che il bisogno di nuovi apparecchi divenne fondamentale, pertanto, oltre a qualche velivolo fornito dalla Germania, l'Impero austro-ungarico dovette creare nuove fabbriche indispensabili per la costruzione dei motori. La dichiarazione di guerra dell'Italia aprì un nuovo fronte, molto più difficile del fronte orientale; infatti il montuoso territorio italiano rendeva molto più difficile un eventuale atterraggio di emergenza. Complessivamente la forza aerea schierata arrivò a quota 5 000 aerei nel corso di tutto il conflitto di cui furono persi circa il 38%.
Un'altra componente della forza aerea austro-ungarica era l'aviazione di marina (k.u.k. Kriegsmarine) di dimensioni più ridotte rispetto alle forze di terra. Furono utilizzati idrovolanti Lohner, principalmente dell'L-Typ (Tipo L) per il pattugliamento e il bombardamento. Gli italiani entrarono in possesso di un esemplare, costretto ad ammarare sulle bocche del Po per un problema al motore, fornendo questo velivolo all'Aeronautica Macchi che produsse la sua copia, il Macchi L.1, ed i successivi sviluppi (L.2 ed L.3). La produzione di idrovolanti per l'aviazione di marina arrivò a 591 apparecchi. Di questi 304 furono persi durante il conflitto, di cui 74 in azione, 127 in incidenti e 103 furono resi inservibili. La principale base si trovava nei pressi di Trieste ed era al comando di Goffredo de Banfield.
I piloti austro-ungarici combatterono contro le forze aeree di Russia e Italia e alcune squadriglie francesi e britanniche che combattevano sul fronte italiano.
John Biggins ha scritto una documentata serie di storie nelle quali l'eroe, Otto Prohaska, serve nelle k.u.k. Luftfahrtruppen austro-ungariche.

## Assi dei reparti aerei dell'esercito e della marina
- Godwin Brumowski
- Julius Arigi
- Benno Fiala von Fernbrugg
- Frank Linke-Crawford
- Josef Kiss
- Franz Gräser
- Eugen Bönsch
- Stefan Fejes
- Ernst Strohschneider
- Adolf Heyrowsky
- Kurt Gruber
- Franz Rudofer
- Mirolslav (Friedrich) Navratil
- Raoul Stoisavljevic
- Gottfried Freiherr von Banfield
- Otto Jindra
- Georg Kenzian Edler von Kenzianshausen
- Karl Kaszala
- Heinrich Kostrba
- Alexander Tahy
- Ferdinand Udvardy
- Josef Friedrich
- Ludwig Hautzmayer
- Otto Jage
- Josef von Maier
- Johann Risztics
- Rudolf Szepessy-Sokoll
- Sándor Kasza

## Velivoli
Gli aeroplani impiegati dal servizio aereo erano una combinazione di austro-ungarici costruiti come quelli dell'Impero germanico oppure modelli tedeschi costruiti da operai austriaci (spesso con modifiche), ed aeroplani importati dalla Germania.
La flottiglia includeva (lista parziale):
- Albatros B.I
- Albatros D.II
- Albatros D.III
- Aviatik B.III
- Aviatik D.I
- Etrich Taube
- Fokker A.III
- Fokker E.III
- Hansa-Brandenburg B.I
- Hansa-Brandenburg C.I
- Hansa-Brandenburg D.I
- Hansa-Brandenburg G.I
- Knoller C.II
- Lloyd C.II
- Lohner C.I
- Lohner L
- Lohner Pfeil
- Phönix D.I

## Distintivi ottici di riconoscimento

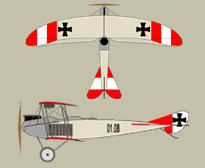
La livrea adottata dal k.u.k. Luftfahrtruppen.

Allo scoppio della guerra, l'aviazione austro-ungarica era dipinta con motivo a bande rosse/bianche/rosse lungo tutta la fusoliera. Questa soluzione fu rapidamente scartata, ma il rosso/bianco/rosso rimase sulle ali e sulla coda. Gli aeroplani che arrivavano dalla Germania avevano la familiare croce nera già applicata, così questa fu adottata ufficialmente nel 1916, alcuni aerei individuali occasionalmente mantennero le bande rosse/bianche/rosse.